# A2K.Damcor
A2K.Damcor je računalni crv otkriven 18. svibnja 2004. Napada računala koja rade pod operativnim sustavom Microsoft Windows (Windows 2000, Windows 95, Windows 98, Windows Me, Windows NT, Windows Server 2003, Windows XP).
Crv pokreće Microsoft Access kako bi aktivirao makro kod. Potom koristi Microsoft Outlook koji se e-mailom pošalje svim kontaktima u adresaru. E-mail izgleda ovako
Predmet (subject): Saddam Corrupted
Tekst poruke: Please find the details of Saddam Corrupted
U e-mailu se nalazi privitak (attachment) koji ima datoteku naziva account.mdb.